# James Jamerson
James Lee Jamerson (29 de gener de 1936 - 2 d'agost de 1983) va ser un baixista estatunidenc.
Va tocar a la majoria dels èxits de la discogràfica Motown durant els anys 60 i començaments dels 70, i se'l reconeix com un dels baixistes més importants en la història de l'instrument.

## Biografia
Nascut a Carolina del Sud, Jamerson es va traslladar a Detroit, Michigan, el 1954 amb la seva mare. Va aprendre a tocar el contrabaix a l'institut, i ben aviat va començar a tocar a clubs de blues i jazz de Detroit.
La seva creixent reputació li va començar a proporcionar oportunitats de feina en diversos estudis de gravació locals. El 1959 va començar a treballar regularment a l'estudi Hitsville U.S.A. de Berry Gordy, seu del segell Motown, integrant-se en el grup de músics de sessió que informalment s'anomenaven "The Funk Brothers" ("els germans funk", en l'època en què "funk" feia referència a la pudor de suor o tabac).
Els "Funk Brothers" van tocar a la majoria de gravacions del segell Motown durant els anys 60. En les primeres gravacions, Jamerson va fer servir el contrabaix, però ben aviat va canviar aquest instrument pel baix elèctric.
La majoria dels integrants dels "Funk Brothers", Jamerson inclòs, eren músics de jazz que havien estat contractats per Gordy. Durant molts anys van mantenir la rutina de gravar durant el dia al petit estudi "A" de la Motown, i de tocar a clubs de jazz durant la nit. També van acompanyar ocasionalment artistes de la Motown durant les seves gires. Tot i això, durant la major part de la seva carrera el nom d'aquests músics no va aparèixer escrit en cap disc, i el seu salari era considerablement inferior al dels artistes o el d'altres empleats de la companyia. Al cap del temps Jamerson va aconseguir un contracte d'exclusiva amb la Motown que li aportava mil dòlars a la setmana.
La discografia de Jamerson és ben bé un catàleg dels èxits del soul dels anys 60 i 70, incloent temes com ara "Shotgun", de Jr. Walker & the All Stars, "For Once in My Life" i "I Was Made To Love Her" de Stevie Wonder, "Going to a Go-Go" dels The Miracles, "My Girl" dels The Temptations, "Dancing in the Street" de Martha and the Vandellas, "I Heard It Through the Grapevine" de Gladys Knight and the Pips, i després de Marvin Gaye, la major part del disc What's Going On de Marvin Gaye, "Reach Out I'll Be There" i "Bernadette" de The Four Tops, i "You Can't Hurry Love" de The Supremes. Va acabar tocant en gairebé 30 números 1 de les llistes de pop, sobrepassant el rècord que s'atribueix als Beatles. A les llistes de R&B, gairebé 70 de les seves interpretacions van arribar al número 1.
Poc després que Motown es traslladés a Los Angeles, California el 1972, Jamerson també s'hi va desplaçar, però la seva relació amb la companyia es va acabar el 1973. Va aconseguir algunes feines d'estudi, tocant en alguns èxits com "Rock the Boat" (Hues Corporation), "Boogie Fever" (The Sylvers), i "You Don't Have To Be A Star (To Be In My Show)" (Marilyn McCoo and Billy Davis, Jr.), però a mesura que el so de moda canviava cap a línies de baix més simples i noves tècniques com l'slap, l'estil de Jamerson va anar deixant d'interessar els productors locals. Cap als anys 80 ja no era capaç de trobar feina com a músic de sessió.
Afectat durant molt de temps per l'alcoholisme, Jamerson va morir a causa de les complicacions derivades d'una combinació de cirrosi, atac de cor i pneumònia el 2 d'agost de 1983 a Los Angeles, als 47 anys.

## Estil i influència
Jamerson és reconegut per haver expandit el paper del baix a la música popular, que fins aleshores consistia bàsicament a tocar tòniques, cinquenes i patrons simples i repetitius. En canvi, la majoria de les línies de Jamerson són més melòdiques, més sincopades i més improvisacionals. El seu estil es considera part integral del "so Motown". Va transcendir el concepte de "línia de baix" per a crear vertaders duets amb el cantant.
Molts baixistes de renom s'han reconegut influenciats per l'estil de Jamerson, com ara Bernard Odum, Rick Danko, Anthony Jackson, Jack Bruce, John Entwistle, Bernard Edwards, Jaco Pastorius, John Patitucci, John Paul Jones, Robert DeLeo, Mike Watt, Billy Sheehan, Victor Wooten, i Paul McCartney.
Un aspecte característic de la tècnica de Jamerson és que va transferir la manera de tocar pizzicato en el contrabaix, amb només l'índex de la mà dreta, al baix elèctric. Aquesta peculiar manera de tocar només amb un dit li va valer el sobrenom de "The Hook" ("el ganxo").